# Otto Brunken
Otto Brunken (* 22. Juli 1950 in Oldenburg; † 30. März 2017 in Köln) war ein deutscher Literaturwissenschaftler.

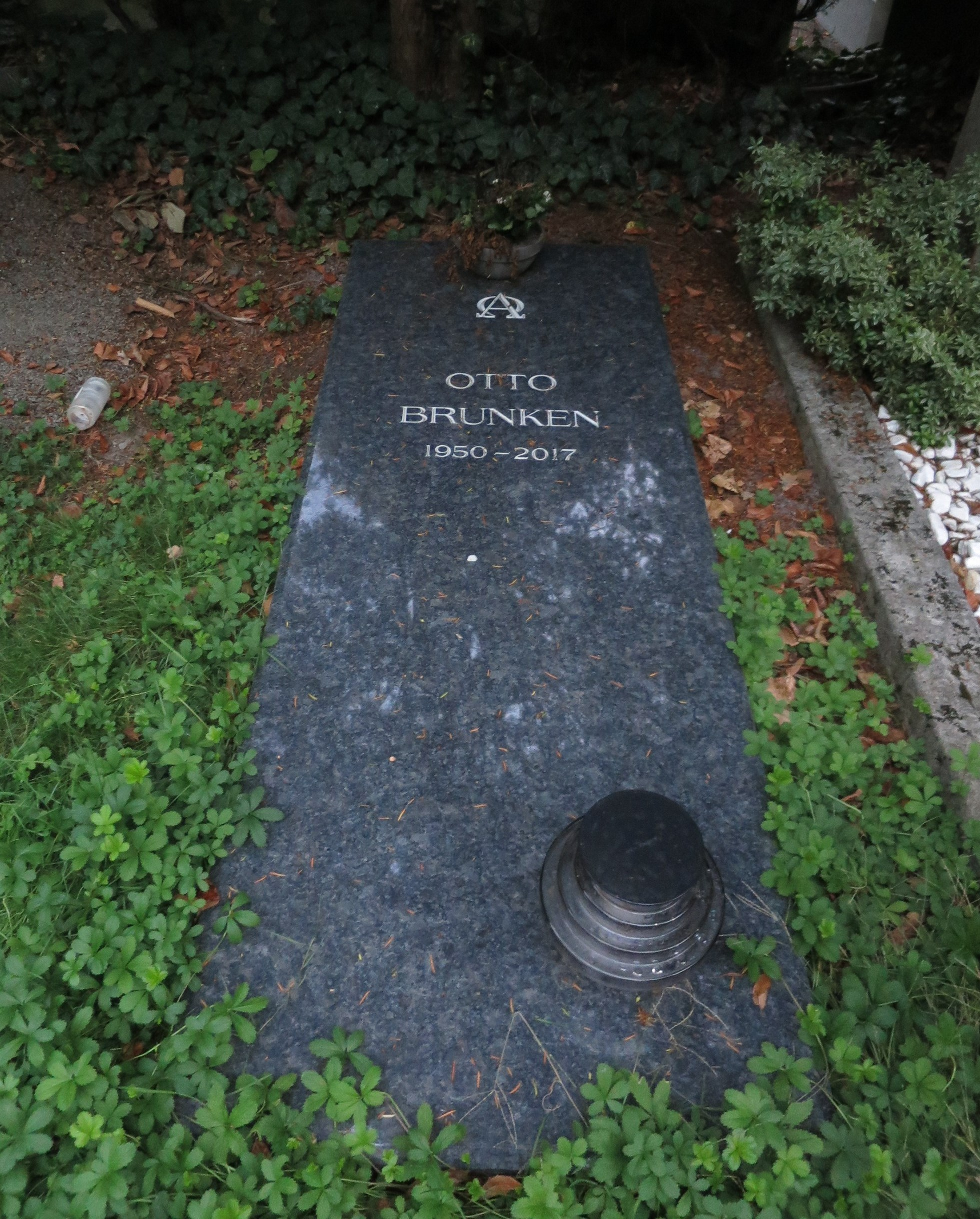
Grab auf dem Friedhof Melaten (2018)

Brunken studierte Neu- und Altgermanistik, Slawistik und Theaterwissenschaften an den Universitäten Köln, Berlin und Bochum. In Frankfurt am Main wurde er promoviert, war akademischer Oberrat und außerplanmäßiger Professor am Institut für Deutsche Sprache und Literatur II der Universität zu Köln. Seine Forschungsgebiete waren insbesondere die Literaturhistorie, sein Engagement widmete er vor allem dem wissenschaftlichen Nachwuchs.
Im November 2015 trat Brunken in den Ruhestand. 
Er galt als ausgewiesener Experte für Kinder- und Jugendliteratur und leitete die Arbeitsstelle für Kinder- und Jugendmedienforschung (ALEKI) der Kölner Universität. Von 2003 bis 2006 war Brunken Vorsitzender der Kritikerjury für den Deutschen Jugendliteraturpreis, 2017 erhielt er den Volkacher Taler der Deutschen Akademie für Kinder- und Jugendliteratur.
Brunken starb 2017 im Alter von 66 Jahren. Seine Grabstätte befindet sich auf dem Kölner Friedhof Melaten (Flur 4 in O Nr. 112a).

## Publikationen
- Der Kinder-Spiegel. Studien zu Gattungen und Funktionen der frühen Kinder- und Jugendliteratur. Dissertation, Frankfurt 1989
- Handbuch zur Kinder- und Jugendliteratur. Von 1850 bis 1900 (Hrsg. m. Bettina Hurrelmann u. Klaus-Ulrich Pech), Metzler, Stuttgart, Weimar 2008. ISBN 978-3-476-01687-4